# Yu Jing
Yu Jing (en chino: 于静; Harbin, 29 de mayo de 1985) es una deportista china que compitió en patinaje de velocidad sobre hielo.
Ganó tres medallas en el Campeonato Mundial de Patinaje de Velocidad sobre Hielo en Distancia Individual, en los años 2012 y 2017, y cuatro medallas en el Campeonato Mundial de Patinaje de Velocidad sobre Hielo en Distancia Corta entre los años 2009 y 2014.

## Palmarés internacional
| Campeonato Mundial en Distancia Individual | Campeonato Mundial en Distancia Individual | Campeonato Mundial en Distancia Individual | Campeonato Mundial en Distancia Individual |
| Año                                        | Lugar                                      | Medalla                                    | Prueba                                     |
| ------------------------------------------ | ------------------------------------------ | ------------------------------------------ | ------------------------------------------ |
| 2012                                       | Heerenveen (Países Bajos)                  | Medalla de plata                           | 500 m                                      |
| 2012                                       | Heerenveen (Países Bajos)                  | Medalla de plata                           | 1000 m                                     |
| 2017                                       | Gangneung (Corea del Sur)                  | Medalla de bronce                          | 500 m                                      |
| Campeonato Mundial en Distancia Corta      |                                            |                                            |                                            |
| Año                                        | Lugar                                      | Medalla                                    | Prueba                                     |
| 2009                                       | Moscú (Rusia)                              | Medalla de bronce                          | Clasificación general                      |
| 2012                                       | Calgary (Canadá)                           | Medalla de oro                             | Clasificación general                      |
| 2013                                       | Salt Lake City (Estados Unidos)            | Medalla de plata                           | Clasificación general                      |
| 2014                                       | Nagano (Japón)                             | Medalla de oro                             | Clasificación general                      |